# ファミリーコンピュータ Nintendo Switch Online
『ファミリーコンピュータ Nintendo Switch Online』（ファミリーコンピュータ ニンテンドー スイッチ オンライン）は、任天堂が2018年9月19日に配信を開始したNintendo Switch用ゲームソフト。有料オンラインサービスであるNintendo Switch Onlineの加入者向けに追加料金無しで提供されている。

## 概要
気軽に遊べるファミリーコンピュータのゲームソフトがサービス開始時点では20本収録されており、2019年8月までタイトルが定期的に追加された。その後は不定期で追加される。

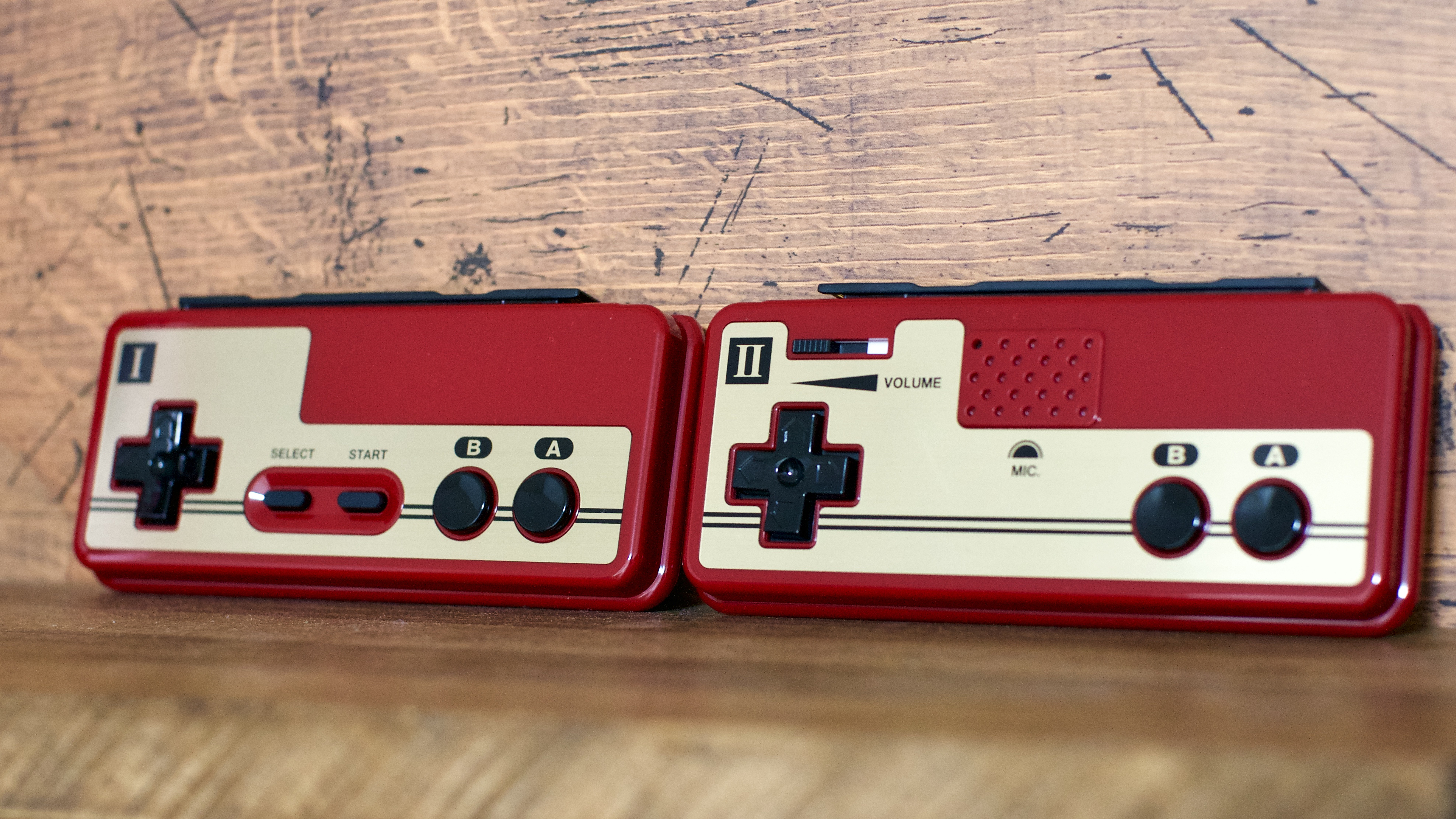
「ファミリーコンピュータ コントローラー（I・II）」(HAC‐035・036)

GUIこそは異なるもののニンテンドークラシックミニ ファミリーコンピュータをNintendo Switch用に応用した構成となっている。ゲームプレイ中にZLボタンとZRボタンを同時に押すことによって中断メニューを開き、「どこでもセーブ」でゲームごとに最大4つまで保存することが可能になっている。ゲーム画面の表示方式は、旧来のテレビに映像出力した際のアスペクト比4:3を再現した「4:3」、画面を正方形のピクセルで描画する「ピクセルパーフェクト」モードの選択に加え、「アナログテレビ」調に画面をにじませる設定も可能。
2019年7月17日のアップデートで、ZLボタンとZRボタンを長押しすることで、画面下側にサムネイル画像が表示され、少しだけ時間を戻してゲームを再開することができる「巻き戻し」機能が追加された。
ゲームのプレイが可能なのはNintendo Switch Onlineの加入期間中のみであるものの、セーブデータは加入期間終了後も保持され、再加入時に続きをプレイできる。なおバーチャルコンソールとは異なり、個別にゲームソフトを購入したり、説明書を閲覧したりすることはできない。
Joy-Conのおすそわけによる対戦・協力プレイのほか、フレンドとオンラインプレイも可能。オンラインプレイ時には「おててカーソル」を操作して相手にヒントを教えたり、拍手することができ、グリップで左右装着時のJoy-ConまたはProコントローラーのRスティックで操作、Rスティックボタン押し込みで拍手する。スマートフォン向けアプリ「Nintendo Switch App」でボイスチャットも可能。
キャラクターが強化されたりコースが解放された状態から始められるスペシャルバージョンも随時追加されている。いずれも公式サイトやプロモーションビデオでは触れられず、配信当日に予告無しで追加される。
香港を除く海外では『Nintendo Entertainment System - Nintendo Switch Online』という名称で配信されている。香港では日本版と同様のものが配信されている。
2025年4月2日、任天堂は同年6月5日に発売のNintendo Switch 2に併せて本ソフトの名称を『ファミリーコンピュータ Nintendo Classics』に変更することを発表した。

## 収録タイトル
「販売メーカー」は配信時の権利保有メーカーであるため、オリジナル版の販売メーカーとは異なる場合がある。

### 2018年
| 配信開始日 | タイトル                                     | 販売メーカー           | 備考            |
| ---------- | -------------------------------------------- | ---------------------- | --------------- |
| 09月19日   | アイスクライマー                             | 任天堂                 |                 |
| 09月19日   | アイスホッケー                               | 任天堂                 |                 |
| 09月19日   | エキサイトバイク                             | 任天堂                 |                 |
| 09月19日   | サッカー                                     | 任天堂                 |                 |
| 09月19日   | スーパーマリオブラザーズ                     | 任天堂                 |                 |
| 09月19日   | スーパーマリオブラザーズ3                    | 任天堂                 |                 |
| 09月19日   | ゼルダの伝説                                 | 任天堂                 |                 |
| 09月19日   | テニス                                       | 任天堂                 |                 |
| 09月19日   | ドクターマリオ                               | 任天堂                 |                 |
| 09月19日   | ドンキーコング                               | 任天堂                 |                 |
| 09月19日   | バルーンファイト                             | 任天堂                 |                 |
| 09月19日   | プロレス                                     | 任天堂                 |                 |
| 09月19日   | ベースボール                                 | 任天堂                 |                 |
| 09月19日   | マリオブラザーズ                             | 任天堂                 |                 |
| 09月19日   | ヨッシーのたまご                             | 任天堂                 |                 |
| 09月19日   | ダウンタウン熱血物語                         | ARC SYSTEM WORKS       |                 |
| 09月19日   | ダブルドラゴン                               | ARC SYSTEM WORKS       |                 |
| 09月19日   | 魔界村                                       | CAPCOM                 |                 |
| 09月19日   | テクモボウル                                 | コーエーテクモゲームス |                 |
| 09月19日   | グラディウス                                 | KONAMI                 |                 |
| 10月10日   | 熱血高校ドッジボール部                       | ARC SYSTEM WORKS       |                 |
| 10月10日   | ソロモンの鍵                                 | コーエーテクモゲームス |                 |
| 10月10日   | マリオオープンゴルフ                         | 任天堂                 |                 |
| 10月10日   | ゼルダの伝説 お金持ちバージョン              | 任天堂                 | 特別版          |
| 11月14日   | マイティボンジャック                         | コーエーテクモゲームス |                 |
| 11月14日   | ツインビー                                   | KONAMI                 |                 |
| 11月14日   | メトロイド                                   | 任天堂                 |                 |
| 11月14日   | グラディウス ステージ5最強バージョン         | KONAMI                 | 特別版          |
| 11月14日   | マリオオープンゴルフ フルオープンバージョン  | 任天堂                 | 特別版 日本のみ |
| 12月12日   | 忍者龍剣伝                                   | コーエーテクモゲームス |                 |
| 12月12日   | ワリオの森                                   | 任天堂                 |                 |
| 12月12日   | アドベンチャーズ オブ ロロ                   | HAL Laboratory         | 日本のみ        |
| 12月12日   | メトロイド 決戦!リドリーバージョン           | 任天堂                 | 特別版          |
| 12月12日   | ドクターマリオ 知る人ぞ知るUFO直前バージョン | 任天堂                 | 特別版          |
| 12月12日   | ADVENTURES OF LOLO                           | HAL Laboratory         | 海外のみ        |

### 2019年
| 配信開始日 | タイトル                                                 | 販売メーカー           | 備考                                         |
| ---------- | -------------------------------------------------------- | ---------------------- | -------------------------------------------- |
| 01月16日   | ジョイメカファイト                                       | 任天堂                 | 海外では2023年9月6日に日本版をそのまま配信   |
| 01月16日   | 超惑星戦記 メタファイト                                  | SUNSOFT                |                                              |
| 01月16日   | リンクの冒険                                             | 任天堂                 |                                              |
| 01月16日   | 忍者龍剣伝 クライマックスバージョン                      | コーエーテクモゲームス | 特別版                                       |
| 01月16日   | 魔界村 大魔神まであと少しバージョン                      | CAPCOM                 | 特別版                                       |
| 02月13日   | スーパーマリオUSA                                        | 任天堂                 |                                              |
| 02月13日   | つっぱり大相撲                                           | コーエーテクモゲームス | 日本のみ                                     |
| 02月13日   | 星のカービィ 夢の泉の物語                                | 任天堂                 |                                              |
| 02月13日   | メトロイド サムス・アラン最終形態                        | 任天堂                 | 特別版                                       |
| 02月13日   | 超惑星戦記 メタファイト クライマックスバージョン         | SUNSOFT                | 特別版                                       |
| 03月13日   | イー・アル・カンフー                                     | KONAMI                 | 日本のみ                                     |
| 03月13日   | 光神話 パルテナの鏡                                      | 任天堂                 |                                              |
| 03月13日   | ファイアーエムブレム 暗黒竜と光の剣                      | 任天堂                 | 日本のみ                                     |
| 03月13日   | StarTropics                                              | Nintendo               | 海外のみ                                     |
| 03月13日   | 星のカービィ 夢の泉の物語 「エキストラゲーム」バージョン | 任天堂                 | 特別版                                       |
| 03月13日   | リンクの冒険 力持ちバージョン                            | 任天堂                 | 特別版                                       |
| 04月10日   | スーパーマリオブラザーズ2                                | 任天堂                 | 海外でも日本版をそのまま配信                 |
| 04月10日   | パンチアウト!!                                           | 任天堂                 | 日本では賞品版、他地域では海外再販版を配信。 |
| 04月10日   | スターソルジャー                                         | KONAMI                 |                                              |
| 04月10日   | 光神話 パルテナの鏡 三種の神器バージョン                 | 任天堂                 | 特別版                                       |
| 05月15日   | クルクルランド                                           | 任天堂                 |                                              |
| 05月15日   | ドンキーコングJR.                                        | 任天堂                 |                                              |
| 05月15日   | VS.エキサイトバイク                                      | 任天堂                 | 海外でも日本版をそのまま配信                 |
| 05月15日   | スターソルジャー ステージ8必勝バージョン                 | KONAMI                 | 特別版                                       |
| 06月12日   | シティコネクション                                       | シティコネクション     |                                              |
| 06月12日   | ダブルドラゴンⅡ The Revenge                              | ARC SYSTEM WORKS       |                                              |
| 06月12日   | バレーボール                                             | 任天堂                 |                                              |
| 06月12日   | ツインビー ドンブリ島おかわりバージョン                  | KONAMI                 | 特別版                                       |
| 07月17日   | ドンキーコング3                                          | 任天堂                 |                                              |
| 07月17日   | レッキングクルー                                         | 任天堂                 |                                              |
| 07月17日   | マイティボンジャック 高ゲーム偏差値バージョン            | コーエーテクモゲームス | 特別版                                       |
| 08月21日   | スーパーチャイニーズ                                     | Culture Brain          |                                              |
| 08月21日   | ダウンタウン熱血行進曲 それゆけ大運動会                  | ARC SYSTEM WORKS       | 海外では2023年9月6日に日本版をそのまま配信   |
| 08月21日   | グラディウス 激ムズ2周目バージョン                       | KONAMI                 | 特別版                                       |
| 12月12日   | ファミコンウォーズ                                       | 任天堂                 | 日本のみ                                     |
| 12月12日   | ルート16ターボ                                           | SUNSOFT                | 日本のみ                                     |

### 2020年
| 配信開始日 | タイトル                                                             | 販売メーカー           | 備考                                       |
| ---------- | -------------------------------------------------------------------- | ---------------------- | ------------------------------------------ |
| 02月19日   | アトランチスの謎                                                     | SUNSOFT                | 海外では2024年7月4日に日本版をそのまま配信 |
| 02月19日   | ゴッド・スレイヤー はるか天空のソナタ                                | SNK                    | 海外では2019年12月12日に配信               |
| 02月19日   | Shadow of the Ninja                                                  | Natsume, Inc.          | 海外のみ 『闇の仕事人 KAGE』の海外版       |
| 02月19日   | Eliminator Boat Duel                                                 | Piko Interactive       | 海外のみ                                   |
| 04月20日   | ファイアーエムブレム 暗黒竜と光の剣 トライアングルアタックバージョン | 任天堂                 | 特別版 日本のみ                            |
| 04月20日   | ファイアーエムブレム 暗黒竜と光の剣 クライマックスバージョン         | 任天堂                 | 特別版 日本のみ                            |
| 05月20日   | アルゴスの戦士 はちゃめちゃ大進撃                                    | コーエーテクモゲームス |                                            |
| 05月20日   | ラフワールド                                                         | SUNSOFT                | 海外では2019年12月12日に配信               |
| 07月15日   | ガンデック                                                           | SEGA                   | 海外では2019年8月21日に配信                |
| 07月15日   | The Immortal                                                         | Piko Interactive       | 海外のみ                                   |
| 09月23日   | S.C.A.T.: Special Cybernetic Attack Team                             | Natsume, Inc.          | 海外のみ 『ファイナルミッション』の海外版  |
| 12月18日   | スマッシュピンポン                                                   | 任天堂                 | 日本のみ                                   |
| 12月18日   | Nightshade                                                           | Piko Interactive       | 海外のみ                                   |

### 2021年
| 配信開始日 | タイトル                                         | 販売メーカー           | 備考                         |
| ---------- | ------------------------------------------------ | ---------------------- | ---------------------------- |
| 02月17日   | ソロモンの鍵2 〜クールミン島救出作戦〜           | コーエーテクモゲームス |                              |
| 05月26日   | 忍者じゃじゃ丸くん                               | シティコネクション     | 海外でも日本版をそのまま配信 |
| 07月28日   | スーパーマリオブラザーズ3 マリオ八変化バージョン | 任天堂                 | 特別版                       |

### 2022年
| 配信開始日 | タイトル                             | 販売メーカー                               | 備考                         |
| ---------- | ------------------------------------ | ------------------------------------------ | ---------------------------- |
| 02月10日   | MOTHER                               | 任天堂                                     | [ 注 8 ]                     |
| 03月31日   | ディグダグII                         | 株式会社バンダイナムコエンターテインメント |                              |
| 03月31日   | マッピーランド                       | 株式会社バンダイナムコエンターテインメント |                              |
| 05月27日   | ピンボール                           | 任天堂                                     |                              |
| 07月22日   | ディーヴァ STORY6 ナーサティアの玉座 | D4エンタープライズ                         | 海外でも日本版をそのまま配信 |

### 2023年
| 配信開始日 | タイトル                              | 販売メーカー                               | 備考                                       |
| ---------- | ------------------------------------- | ------------------------------------------ | ------------------------------------------ |
| 03月16日   | ゼビウス                              | 株式会社バンダイナムコエンターテインメント |                                            |
| 06月06日   | バベルの塔                            | 株式会社バンダイナムコエンターテインメント | 海外では本サービスオリジナルの翻訳版を配信 |
| 10月31日   | 謎の村雨城                            | 任天堂                                     | 海外でも日本版をそのまま配信               |
| 10月31日   | デビルワールド                        | 任天堂                                     | 海外でも日本版をそのまま配信               |
| 10月31日   | 忍者じゃじゃ丸くん 百鬼夜行バージョン | シティコネクション                         | 特別版                                     |

### 2024年
| 配信開始日 | タイトル                                | 販売メーカー      | 備考                         |
| ---------- | --------------------------------------- | ----------------- | ---------------------------- |
| 02月21日   | R.C. PRO-AM                             | Xbox Game Studios | 海外のみ                     |
| 02月21日   | SNAKE RATTLE N ROLL                     | Xbox Game Studios | 海外のみ                     |
| 07月04日   | アーバンチャンピオン                    | 任天堂            |                              |
| 07月04日   | 五目ならべ 連珠                         | 任天堂            | 日本のみ                     |
| 07月04日   | ゴルフ                                  | 任天堂            |                              |
| 07月04日   | ドンキーコングJR.の算数遊び             | 任天堂            |                              |
| 07月04日   | ふぁみこんむかし話 新・鬼ヶ島（前後編） | 任天堂            | 日本のみ                     |
| 07月04日   | 麻雀                                    | 任天堂            | 日本のみ                     |
| 07月04日   | マッハライダー                          | 任天堂            |                              |
| 07月04日   | COBRA TRIANGLE                          | Xbox Game Studios | 海外のみ                     |
| 07月04日   | SOLAR JETMAN                            | Xbox Game Studios | 海外のみ                     |
| 12月12日   | Tetris                                  | 任天堂            | 日本でも海外版をそのまま配信 |